# Ptaeroxylon
Ptaeroxylon és un gènere monotípic de la família de les Rutàcies, dels cítrics essent Ptaeroxylon obliquum l'única espècie representant d'aquest.

## Descripció
És un arbust o petit arbre de branques baixes, que arriba a mesurar d'1 a 16(-20) m d'alçada, és dioic, majoritàriament de fulla caduca i floració en general just abans o quan apareixen les fulles noves, el tronc té ± 30 cm de diàmetre a l'alçada del pit.

## Distribució i hàbitat
Es troba al bosc de fulla perenne associat amb Juniperus, Podocarpus i a matollars, boscos oberts, sobretot a llocs rocosos. També als boscos montans de KwaZulu-Natal (on l'arbre arriba a la seva major grandària), prop del nivell del mar fins als 2000 m altitud.
Es distribueix per Namíbia, Botswana, Eswatini i Sud-àfrica.

## Propietats
Natiu d'Àfrica tropical i meridional, la seva valuosa fusta és usada particularment per tancat i construcció. És molt dura i també s'usa per a carregar maquinària i es diu que és més durable que el coure o l'acer. Els olis que conté la seva fusta, així com la seva duresa, el converteixen en una excel·lent llenya, la crema de la qual és d'una perllongada durada.
Els xhoses han fet tradicionalment rapè d'aquesta per alleujar els maldecaps.